# Amador Vega
Amador Vega Esquerra (Barcelona, 1958) es doctor en filosofía por la Universidad de Friburgo en Brisgovia (Alemania) y catedrático de estética en la Universidad Pompeu Fabra.

## Biografía
Ha sido «Joan Coromines Visiting Professor» en la Universidad de Chicago (2007) y profesor invitado en la Saint-Joseph de Beyrouth Université (2010). Se dedica al estudio de la mística occidental y de sus relaciones con la estética.
Es presidente de la Asociación de Amigos de la Bibliotheca Mystica et Philosophica Alois M. Haas y miembro correspondiente del Collège International de Philosophie (París).

## Obras
- Passió, meditació i contemplació. Sis assaigs sobre el nihilisme religiós (Ed. Empúries, 1999; Fragmenta Editorial, 2012) ISBN 978-84-92416-57-8
- Zen, mística y abstracción. Ensayos sobre el nihilismo religioso, Trotta, 2002)
- Ramon Llull y el secreto de la vida (Siruela, 2002)
- Ramon Llull and the secret of life, (Herder & Herder, 2003)
- El bambú y el olivo (Herder, 2004)
- Arte y santidad. Cuatro lecciones de estética apofática (Cuadernos de la Cátedra Jorge Oteiza, 2005)
- Tratado de los cuatro modos del espíritu (Alpha Decay, 2005)
- Sacrificio y creación en la pintura de Rothko (Siruela, 2010)
- Tres poetas del exceso. La hermenéutica imposible en Eckhart, Silesius y Celan (Fragmenta Editorial, 2011) ISBN 978-84-92416-41-7
- Libro de horas de Beirut (Fragmenta Editorial, 2014). ISBN 978-84-15-51803-7
- Tentativas sobre el vacío. Ensayos de estética y religión (Fragmenta Editorial, 2022) ISBN 978-84-17796-63-1